# José de Ribera
José de Ribera (Játiva, España; bautizado el 17 de febrero de 1591-Nápoles, Italia; 3 de septiembre de 1652) fue un pintor, dibujante y grabador español del siglo XVII, que desarrolló toda su carrera en Italia, inicialmente en Roma y posteriormente en Nápoles. Fue también conocido por su nombre italianizado Jusepe Ribera y por el apodo Lo Spagnoletto («El Españolito») debido a su baja estatura y a que reivindicaba sus orígenes, siendo común que firmara sus obras como español, valenciano y setabense, o bien simplemente como español. En ocasiones lo hacía empleando la terminología latina «Josephus Ribera. Hispanus. Valentinus. Setaben. (o Civitatis Setabis)», a lo que en ocasiones añadía «accademicus Romanus» y sobre todo «Partenope», en alusión a su lugar de residencia. 
Cultivó un estilo naturalista que evolucionó del claroscuro tenebrista de Caravaggio hacia una estética más colorista y con iluminación general, influida por Van Dyck y otros maestros. Contribuyó a forjar la gran escuela napolitana (Giovanni Lanfranco, Massimo Stanzione, Luca Giordano...), que lo reconoció como su maestro; y sus obras, enviadas a España desde fecha muy temprana, influyeron en técnica y modelos iconográficos a los pintores locales, entre ellos Velázquez y Murillo. Sus grabados circularon por media Europa y consta que hasta Rembrandt los conocía. Autor prolífico y de éxito comercial, su fama reverdeció durante la eclosión del realismo en el siglo XIX; fue un referente imprescindible para realistas como Léon Bonnat. Algunas de sus obras fueron copiadas por pintores de varios siglos, como Fragonard, Manet, Fortuny y Henri Matisse, entre otros.
Ribera es un pintor destacado de la escuela española, si bien su obra se hizo íntegramente en Italia y, de hecho, no se conocen ejemplos seguros de sus inicios en España. Etiquetado por largo tiempo como un creador truculento y sombrío, mayormente por algunas de sus pinturas de martirios, este prejuicio se ha diluido en las últimas décadas gracias a múltiples exposiciones e investigaciones, que lo reivindican como creador versátil y hábil colorista. Hallazgos recientes han ayudado a reconstruir su primera producción en Italia, etapa a la que el Museo del Prado dedicó una exposición en 2011.

## Biografía
José de Ribera nació en Játiva, en la actual provincia de Valencia, donde fue bautizado en la parroquia de Santa Tecla el 17 de febrero de 1591. Hijo de Simón Ribera, zapatero de profesión, y de Margarita Cucó, en la pila bautismal recibió el nombre de Joan Josep. Tuvo un hermano llamado Juan que también hubo de dedicarse a la pintura, aunque muy poco se sabe de él. Se sabe muy poco de la familia, pero se supone que los Ribera vivieron con relativa holgura económica; la profesión de zapatero era estimada, ya que el calzado era una prenda de vestir de cierto lujo en aquella época.

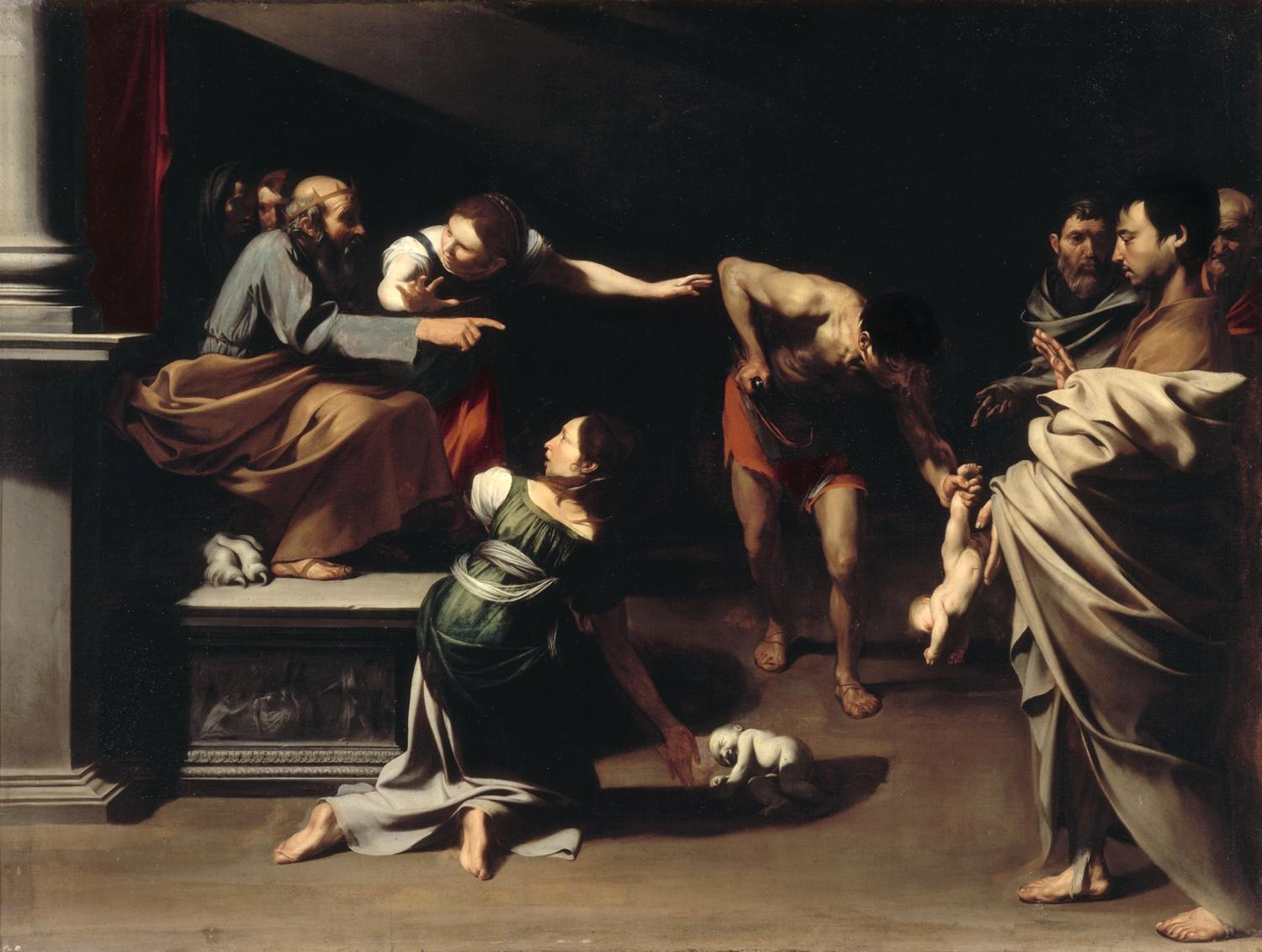
Juicio de Salomón, 1609-1610. Galería Borghese, Roma. Este óleo, anteriormente atribuido por Roberto Longhi a un presunto «Maestro del Juicio de Salomón» no identificado, se ha descubierto ser el primer cuadro documentado de José de Ribera, cuando trabajaba en Roma con alrededor de dieciocho o diecinueve años, a partir de las investigaciones de Gianni Papi en 2002.

Ribera decidió marchar a Italia, donde seguiría las huellas de Caravaggio. Siendo aún adolescente inició su viaje; primero al norte, a Cremona, Milán y a Parma, para ir luego a Roma, donde el artista conoció tanto la pintura clasicista de Guido Reni y Ludovico Carracci como el áspero tenebrismo que desarrollaban los caravaggistas holandeses residentes en la ciudad. La reciente identificación de varias de sus obras juveniles demuestra que Ribera fue uno de los primerísimos seguidores de Caravaggio; incluso se ha conjeturado que pudo conocerle personalmente, ya que su traslado de Valencia a Italia hubo de ser varios años antes de lo que los expertos creían, posiblemente antes incluso de 1606, cuando Caravaggio huyó de Roma.
Finalmente, Ribera decidió instalarse en Nápoles, acaso al intuir que captaría una mayor clientela; la región era un virreinato español y vivía una etapa de opulencia comercial que fomentaba el mecenazgo artístico. Sus principales clientes serían la Iglesia católica y coleccionistas privados, varios de ellos españoles como él.

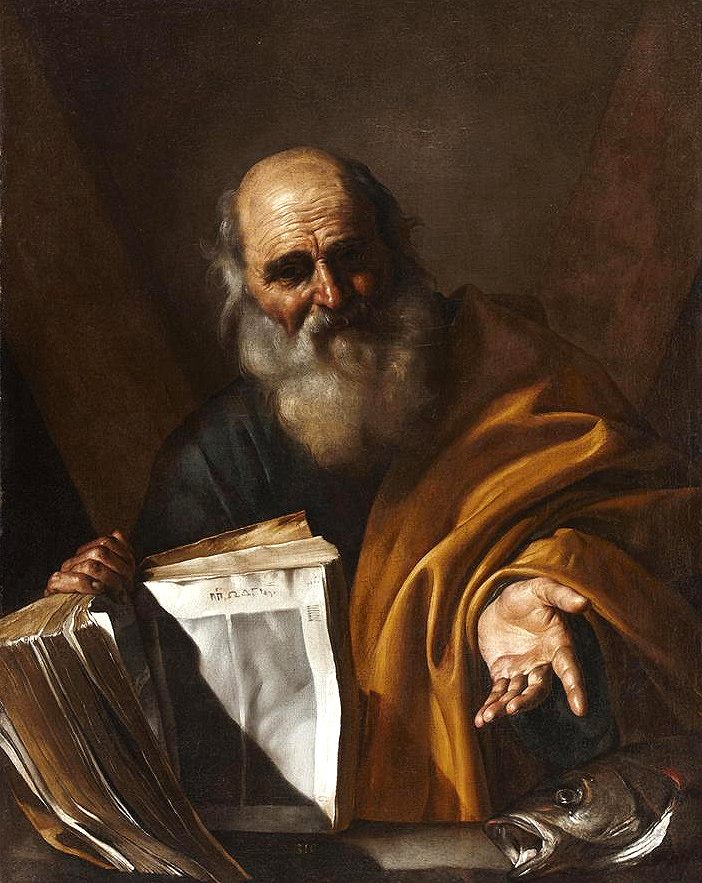
San Andrés, hacia 1616.

En el verano de 1616 desembarcó Ribera en Nápoles. Pronto se asentó en la casa del anciano pintor Giovanni Bernardino Azzolini, que entonces no era muy conocido, al cual se atribuye una obra en la iglesia de Sant'Antonio al Seggio en Aversa: La coronación de la Virgen entre los santos Andrés y Pedro. Sólo tres meses después se casó Ribera con la hija de Azzolini, Caterina Azzolino, de dieciséis años de edad.
Había acabado su viaje, pero comenzaba el apogeo de su arte. En pocos años, José de Ribera, al que llamaban lo Spagnoletto, adquirió fama europea, gracias en gran parte a sus grabados; se sabe que incluso Rembrandt los tenía.
Su punto fuerte fue el uso del tenebrismo de Caravaggio, si bien en su madurez evolucionaría hacia un estilo más ecléctico y luminoso. Inició una intensa producción que lo mantuvo alejado de España, a donde nunca regresó, pero se sintió unido a su país gracias a que Nápoles era un virreinato español y punto de encuentro entre dos culturas figurativas, la ibérica y la italiana. Sin nombrar a Ribera, pero aludiendo sin duda a él, Jusepe Martínez en sus Discursos practicables del nobilísimo arte de la pintura cuenta que al visitar Nápoles, en 1625, halló «un insigne pintor, imitador del natural con gran propiedad, paisano nuestro, del reino de Valencia, de quien recibí mucha cortesía», y que habiéndole preguntado por qué no trataba de regresar a España, «pues tenía por cierto eran vistas sus obras con toda veneración», le contestó: 

Amigo carísimo, de mi voluntad es la instancia grande, pero de parte de la experiencia de muchas personas bien entendidas y verdaderas hallo el impedimento, que es, ser el primer año recibido por gran pintor; al segundo año no hacerse caso de mi, porque viendo presente la persona se le pierde el respeto; y lo confirma esto, el constarme haber visto algunas obras de excelentes maestros de esos reinos de España ser muy poco estimadas; y así juzgo que España es madre piadosa de forasteros y cruelísima madrastra de los propios naturales.
Yo me hallo en esta ciudad y reino muy admitido y estimado, y pagadas mis obras a toda satisfacción mía, y así seguiré el adagio tan común como verdadero: "Quien está bien no se mueva".
Jusepe Martínez, Discursos practicables del nobilísimo arte de la pintura

El apoyo de los virreyes y de otros altos cargos de origen español explica que sus obras llegasen en abundancia a Madrid; actualmente el Museo del Prado posee cincuenta y seis cuadros suyos, otros siete atribuidos y once dibujos, lo que en total supone uno de los mayores y mejores compendios de su obra incluyendo varias piezas maestras. Ya en vida era famoso en su tierra natal y prueba de ello es que Velázquez lo visitó en Nápoles en 1630. 

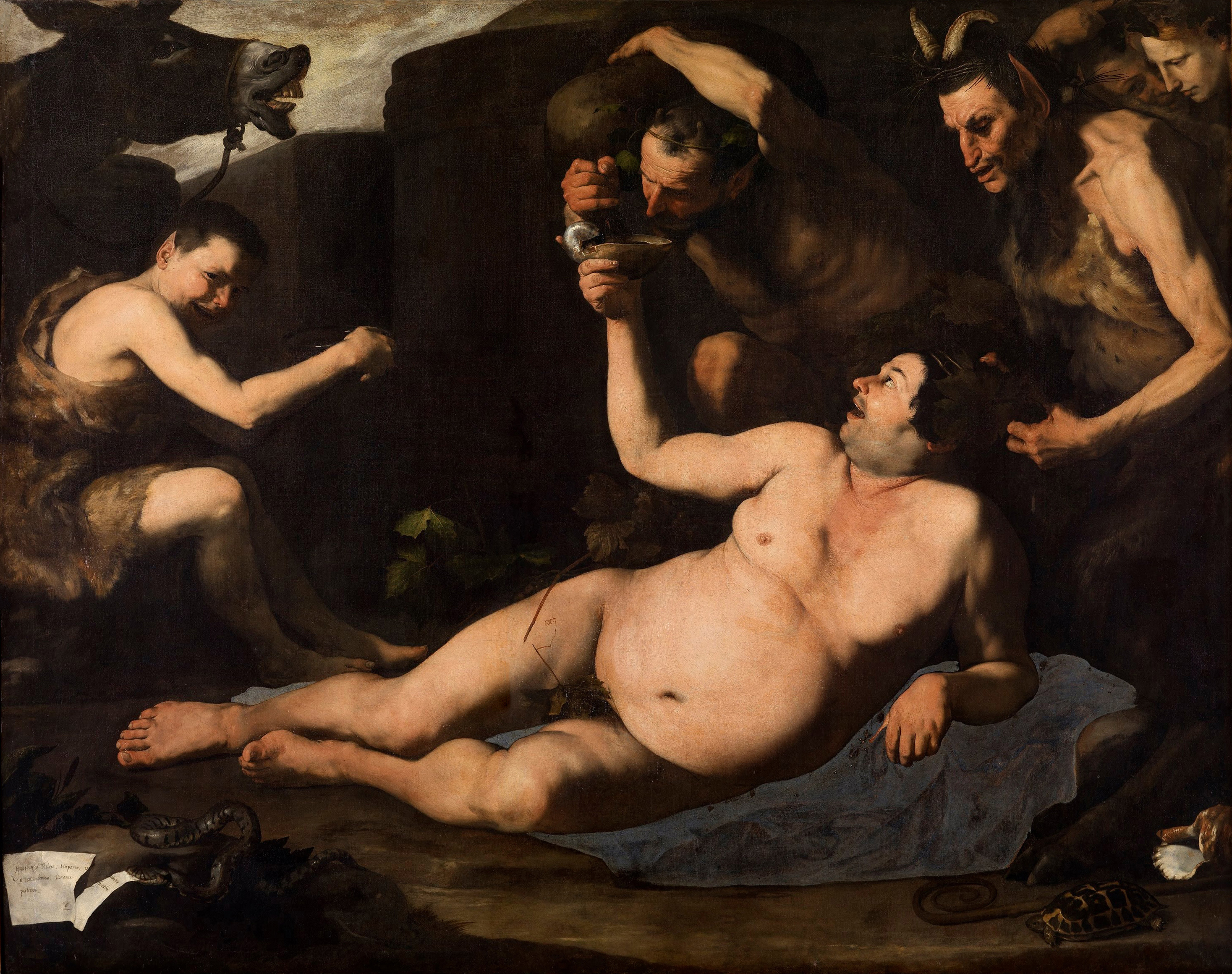
Sileno ebrio, 1626. Museo de Capodimonte, Nápoles.

La fusión de influencias italianas y españolas dio lugar a obras como el Sileno ebrio (1626, hoy en Capodimonte) y El martirio de san Andrés (1628, en el Museo de Bellas Artes de Budapest). Comenzó entonces la rivalidad entre Ribera y el otro gran protagonista del siglo XVII napolitano, Massimo Stanzione. 
En siglos posteriores, la apreciación del arte de Ribera se vio condicionada por una leyenda negra que lo presentaba como un pintor fúnebre y desagradable, que pintaba obsesivamente temas de martirios con un verismo truculento. Lord Byron presentó en su Don Juan al «Españoleto mientras humedecía su pincel con la sangre de todos los santos». Esta idea equivocada se impuso en los siglos XVIII y XIX, en parte por escritores extranjeros que no conocieron toda su producción. En realidad, Ribera evolucionó del tenebrismo inicial a un estilo más luminoso y colorista, con influencias del Renacimiento veneciano y de la escultura antigua, y supo plasmar con igual acierto lo bello y lo terrible.
Su gama de colores se aclaró en la década de 1630 por influencia de Van Dyck, Guido Reni y otros pintores, y a pesar de serios problemas de salud en la década siguiente, continuó produciendo obras importantes hasta su muerte, acaecida el 3 de septiembre de 1652.
José de Ribera está sepultado en la iglesia de Santa María del Parto en el barrio Mergellina de Nápoles.
Entre los discípulos de Ribera se incluyen Francesco Fracanzano, Luca Giordano y Bartolomeo Bassante. También ejerció influencia en muchos otros, como el pintor flamenco Hendrick van Somer.

## Etapas de su obra
Los primeros años de Ribera han permanecido sumidos en interrogantes por la carencia de documentación sobre él y por la aparente desaparición de todas sus obras de esa época. Pero en la última década, varios expertos han conseguido identificar como suyas más de treinta pinturas sin firmar, que ayudan a reconstruir su juventud inmersa en el tenebrismo de Caravaggio, del que hubo de ser uno de sus primeros difusores (Véase La negación de San Pedro).
La obra firmada más antigua que se le conoce es un San Jerónimo actualmente conservado en Toronto, Canadá (Galería de Arte de Ontario), de hacia 1614; en la firma Ribera se proclama «académico romano». Pero a pesar de la inscripción, tal pintura fue discutida por los expertos hasta fecha reciente, pues difería bastante del estilo conocido del maestro.
Las primeras obras juveniles de Ribera aceptadas generalmente como autógrafas son cuatro óleos de una serie de Los cinco sentidos (h. 1615), que ahora se hallan dispersos en cuatro colecciones diferentes: Museo Franz Mayer (México, D. F.), Museo Norton Simon (Pasadena, California), Wadsworth Atheneum (Hartford, EE. UU.) y Colección Juan Abelló (Madrid). Una gran pintura, La resurrección de Lázaro (h. 1616), fue adquirida por el Museo del Prado en 2001, cuando su autoría era aún discutida. Hay que mencionar además un Martirio de san Lorenzo recientemente autentificado en la Basílica del Pilar de Zaragoza y un raro ejemplo de desnudo femenino, Susana y los viejos (adquirido en 2021 por el Museo de Arte de San Diego). La Galería Borghese de Roma posee El juicio de Salomón, obra que se atribuía a un artista anónimo y que al asignarse a Ribera, ha permitido indirectamente reatribuirle varias obras más. Se perdió un relevante cuadro de San Martín compartiendo su capa con el pobre, pintado en Parma, si bien subsiste una copia de él.

### Década de 1620

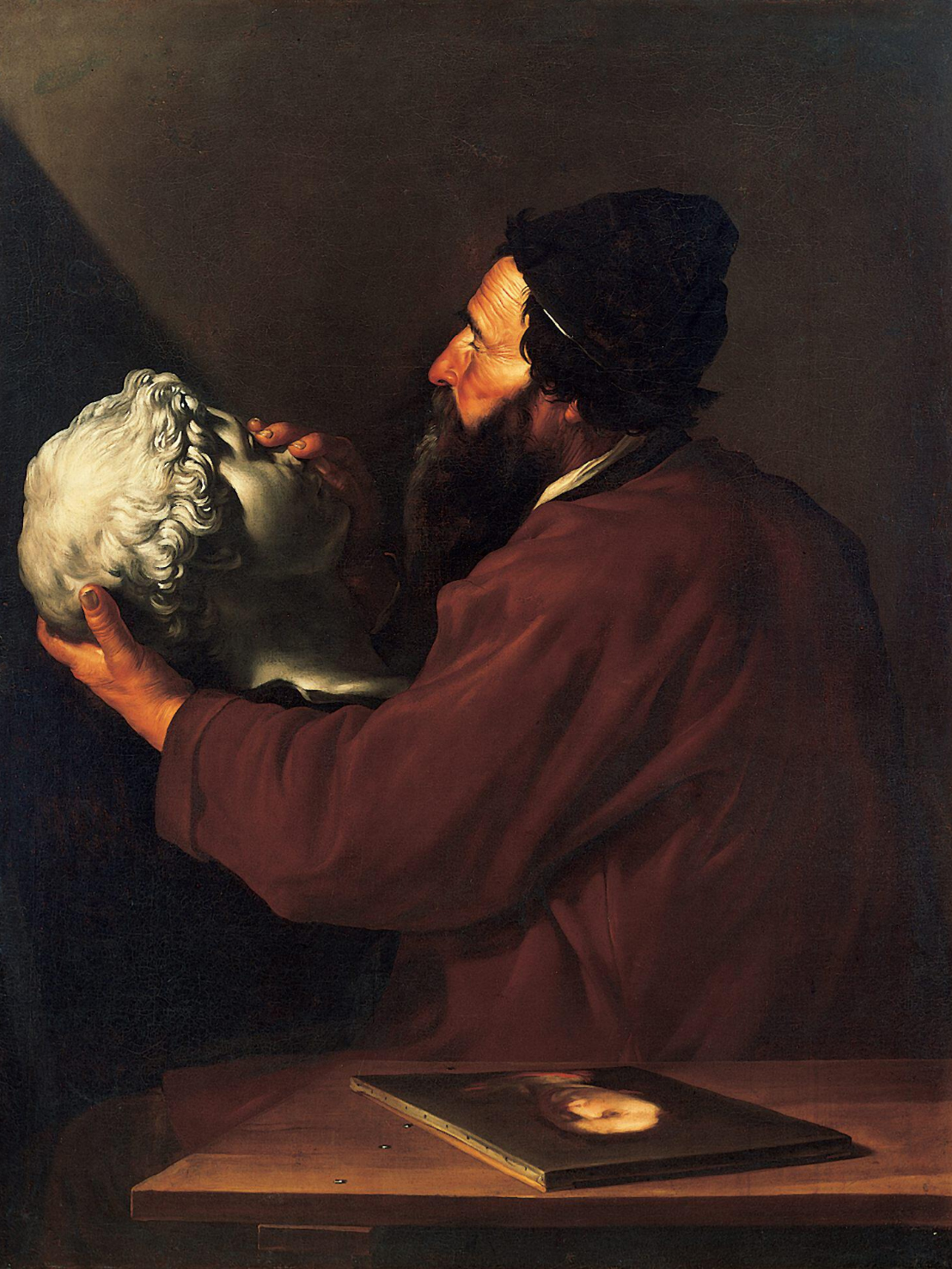
El Tacto, cuadro de la serie de Los sentidos (Museo Norton Simon, Pasadena, Estados Unidos).

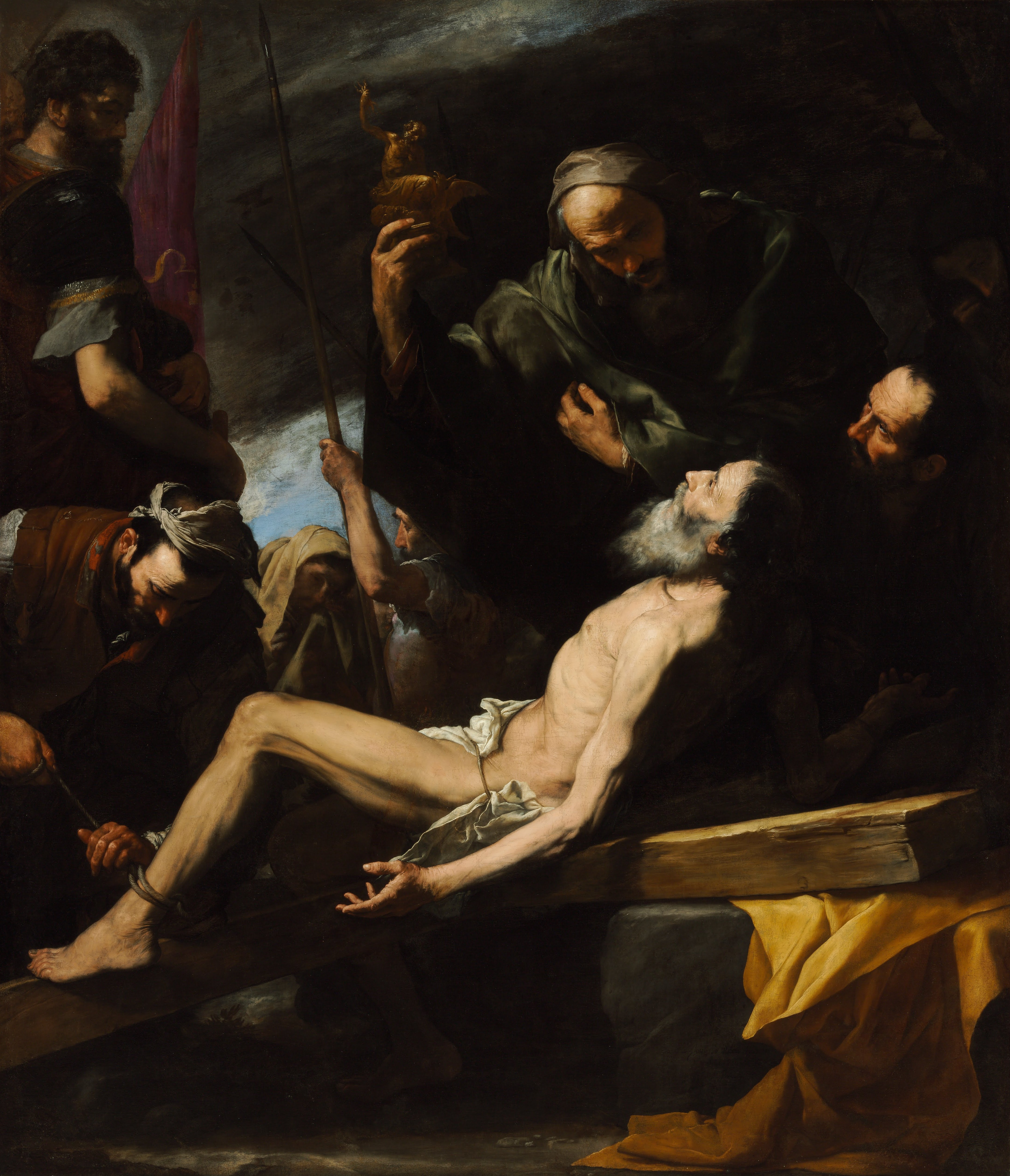
Martirio de San Andrés, Museo de Bellas Artes de Budapest, 1628.

Entre los años 1620 y 1626 apenas se fechan obras pictóricas, pero a este período corresponden la mayoría de sus grabados, técnica que cultivó con maestría.
En esta época ya muestra su gusto por los modelos de la vida cotidiana, de ruda presencia, que plasma con pinceladas prietas y delimitadoras de modo semejante a lo que hacen caravaggistas nórdicos, los cuales ejercen gran influencia en sus obras por su contacto en Roma. A partir de 1626, se poseen abundantes obras fechadas que dan testimonio de su maestría. Su pasta pictórica se hace más densa, modelada con el pincel y subrayada por la luz con una casi obsesiva búsqueda de la verdad material, táctil, de la realidad y su relieve.
Los años de la década de 1620 a 1630 son aquellos en que Ribera dedicó más tiempo y atención al grabado al aguafuerte, dejando algunas estampas de belleza y calidad excepcionales: San Jerónimo y el ángel (1621), San Jerónimo leyendo (1624), El poeta y Sileno ebrio (1628; que repite su cuadro del Museo de Capodimonte). Se le atribuyen en total diecisiete planchas, todas menos una anteriores a 1630, y se cuenta que las grabó sólo con fines promocionales, para difundir su arte y captar encargos de pinturas. Al alcanzar el éxito, Ribera dejaría de grabar. Salvo alguna excepción, estos grabados repiten composiciones previamente pintadas, si bien no son copias fieles, sino que introducen variantes que mejoran su composición.
Entre los años 1626 y 1632 realizó obras más rotundas que muestran su fase más tenebrista. Son composiciones severas de grandes diagonales luminosas que llenan la superficie, subrayando siempre la solemne monumentalidad del conjunto con elementos de poderosa horizontalidad, como gruesas lápidas de piedra o enormes troncos. Destaca la serie de "San Pedros" que pintó a lo largo de esos años.
En 1629 el duque de Alcalá, Fernando Afán de Ribera, es el nuevo virrey, y va a ser el nuevo mecenas del pintor; a este le encarga obras como La mujer barbuda (1631) o una serie de Filósofos, en los que deja testimonio de su naturalismo más radical: modelos de una vulgaridad casi hiriente, traducidos con una verdad intensísima.

### Década de 1630

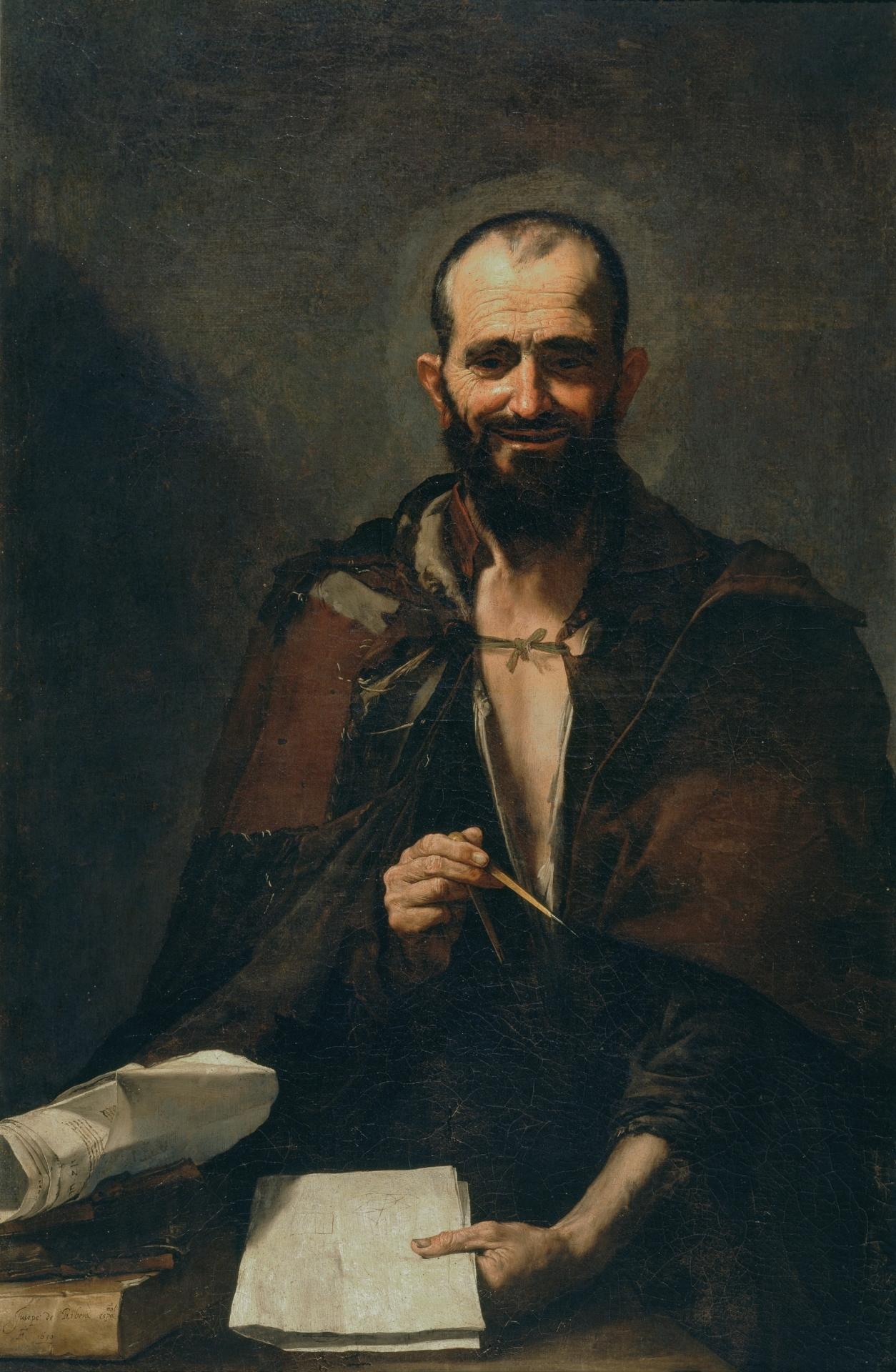
Arquímedes (1630), Museo del Prado.

La década de 1630 es la más importante de Ribera, tanto por el apogeo de su arte como por su éxito comercial. El pintor aclara su paleta bajo influencia de Van Dyck y la pintura veneciana del siglo anterior, sin rebajar la calidad de dibujo y la fidelidad naturalista. Una gran Inmaculada, pintada para el Convento de las Agustinas de Salamanca, es considerada una de las versiones más importantes de tal tema dentro de la pintura europea, y se cree que Murillo la tuvo en cuenta para sus populares versiones posteriores. 
Sus temas pictóricos son mayormente religiosos; el artista plasma de una forma muy explícita e intensamente emocional escenas de martirios como el Martirio de San Bartolomé (1644, MNAC de Barcelona) o el Martirio de San Felipe (1639; Museo del Prado), así como representaciones individuales de medias figuras o de cuerpo entero de los apóstoles (Apostolados), especialmente los de San Pedro.
Sin embargo, realizó también obras de carácter profano: figuras de filósofos (Arquímedes, 1630, Museo del Prado), temas mitológicos como el Sileno ebrio del Museo de Capodimonte de Nápoles de 1626 (es su primer cuadro firmado y fechado), representaciones alegóricas de los sentidos (Alegoría del tacto de 1632, Museo del Prado, conocido como El escultor ciego), unos pocos cuadros de paisaje (dos se han identificado en el Palacio de Monterrey de Salamanca) y algunos retratos como La mujer barbuda (1631, Fundación Casa Ducal de Medinaceli, Hospital de Tavera, Toledo).

### Década de 1640 y últimos años
La década de los 40, con las interrupciones debidas a su enfermedad, acaso una trombosis (a pesar de la cual no rompió la actividad del taller), supuso una serie de obras de un cierto clasicismo en la composición, sin renunciar a la energía de ciertos rostros individuales. En su última obra también experimenta de nuevo un cambio estilístico que le devuelve en cierta medida a las composiciones tenebristas de su primera etapa; las causas pudieron ser sus desgraciadas circunstancias personales. Siguió siendo un artista de éxito comercial y prestigio, y fue maestro de Luca Giordano en su taller napolitano, influyendo en su estilo. 
La crisis económica que sucedió a la revuelta de Masaniello en Nápoles (1647) afectó a la producción pictórica de Ribera, quien además se vería envuelto en un escándalo. 
Para sofocar la revuelta, habían acudido a Nápoles las tropas españolas bajo el mando de don Juan José de Austria, hijo natural del rey Felipe IV (1621-1665). Ribera pintó un retrato de don Juan José a caballo conservado en Madrid (Patrimonio Nacional, Galería de las Colecciones Reales), que luego adaptó para uno de sus grabados; fue el último aguafuerte que produjo, modificado en un tercer estado de la plancha para darle al retratado la identidad del rey Carlos II, alterando la inscripción y agregando dos putti con una corona. También se atribuía a Ribera un escudo del marqués de Tarifa, fechable hacia 1629-33, en el cual el artista valenciano pudo grabar los angelotes de la parte superior; sin embargo, los últimos estudios desestiman la autoría.
Hacia 1647 se produjo el escándalo que sacudió la vejez del artista: según cuenta la tradición, una de las hijas de Ribera, Margarita, fue seducida por don Juan José, una relación ilícita tratándose de una pareja no casada. Hoy se cree que la joven en cuestión no era hija de Ribera, sino una sobrina, pero el caso es que tras la revuelta y las peripecias familiares, Ribera, enfermo, reduce considerablemente su trabajo.
Su taller ve reducido el número de oficiales, huidos de Nápoles por temor a las represalias, y, sin embargo, todavía firma alguna de sus obras maestras el mismo año de su muerte y da fin a ciclos largamente meditados.
Son ejemplos de este momento La Inmaculada Concepción (1650, Museo del Prado), San Jerónimo penitente (1652, Museo del Prado) y una gran Sagrada Familia (Metropolitan Museum, Nueva York), cuya ternura y riqueza de color sintonizan con Guido Reni.

## Obras destacadas

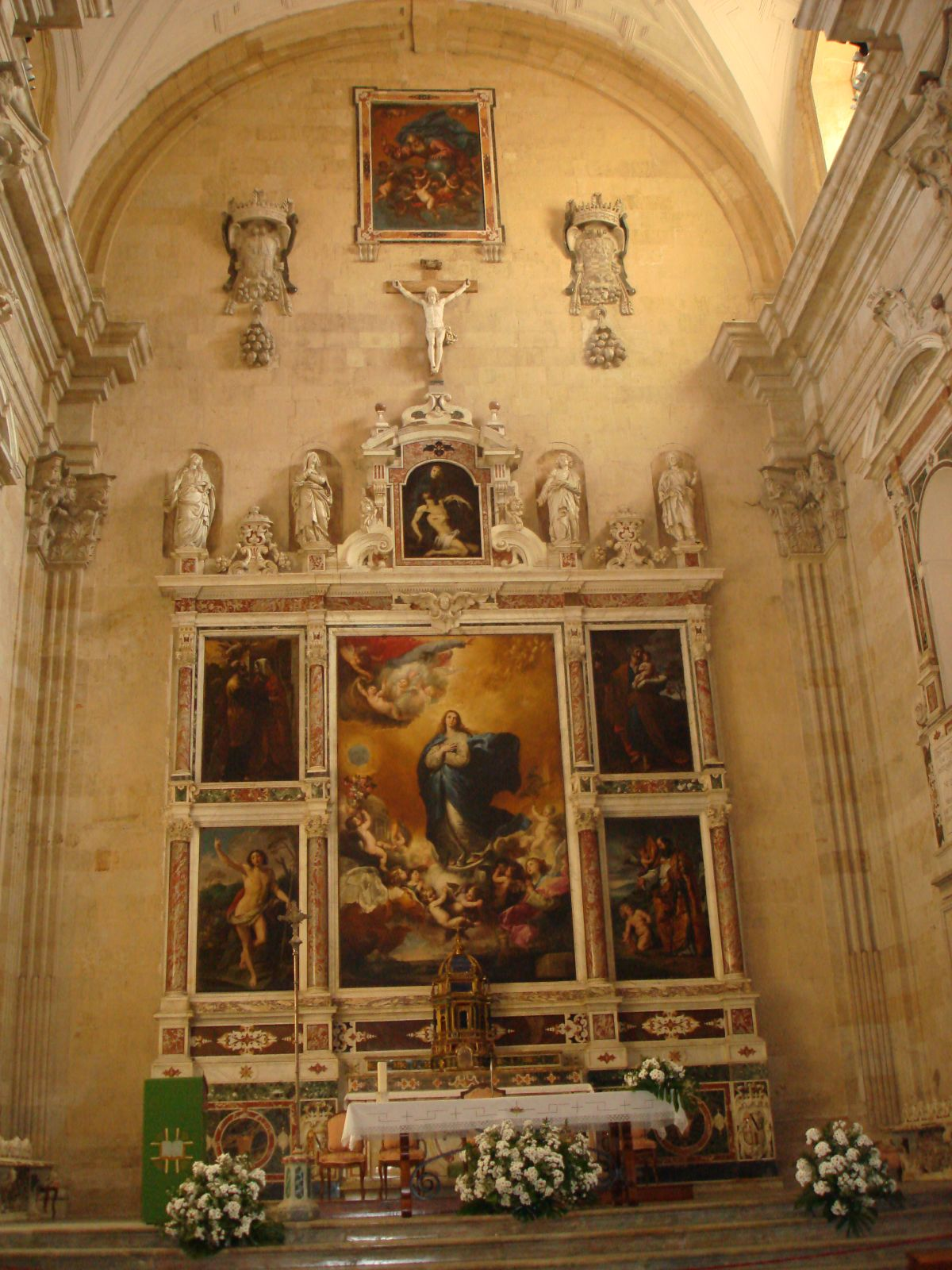
Altar mayor del Convento de las Agustinas de Salamanca. En el centro, la Inmaculada Concepción.

- Sileno ebrio (1626). El lienzo se encuentra en el Museo de Capodimonte en Nápoles. De él hizo Ribera una versión grabada, con ligeras variantes. Este cuadro refleja al sátiro Sileno tendido sobre un paño rodeado de diversas figuras : un asno y un joven sátiro con una taza en la mano, otro sátiro que vierte vino en la copa de Sileno, y un tercero. En el suelo se encuentra un bastón, una tortuga y una caracola. Algunos autores creen que este cuadro es una interpretación de una bacanal en el curso de un festejo para coronar a Baco, sin embargo otros opinan que refleja el perfil clasicista ya que asocian a Apolo, el dios que en la iconografía renacentista y barroca se asocia con Sileno.
- San Andrés (1630). Se encuentra en el Museo del Prado en Madrid. Se representa al santo ante un fondo oscuro abrazando la cruz de su martirio y con un grueso anzuelo en la mano, al que está sujeto un pez. Este detalle alude al oficio de pescador. Aparece con el torso al descubierto y se ve a la figura iluminada desde la izquierda. Al representar esta figura aislada con sencillez y sentido realista, el pintor crea una imagen de profundo impacto emotivo.La mujer barbuda (Fundación Casa Ducal de Medinaceli, depositado en el Museo del Prado).

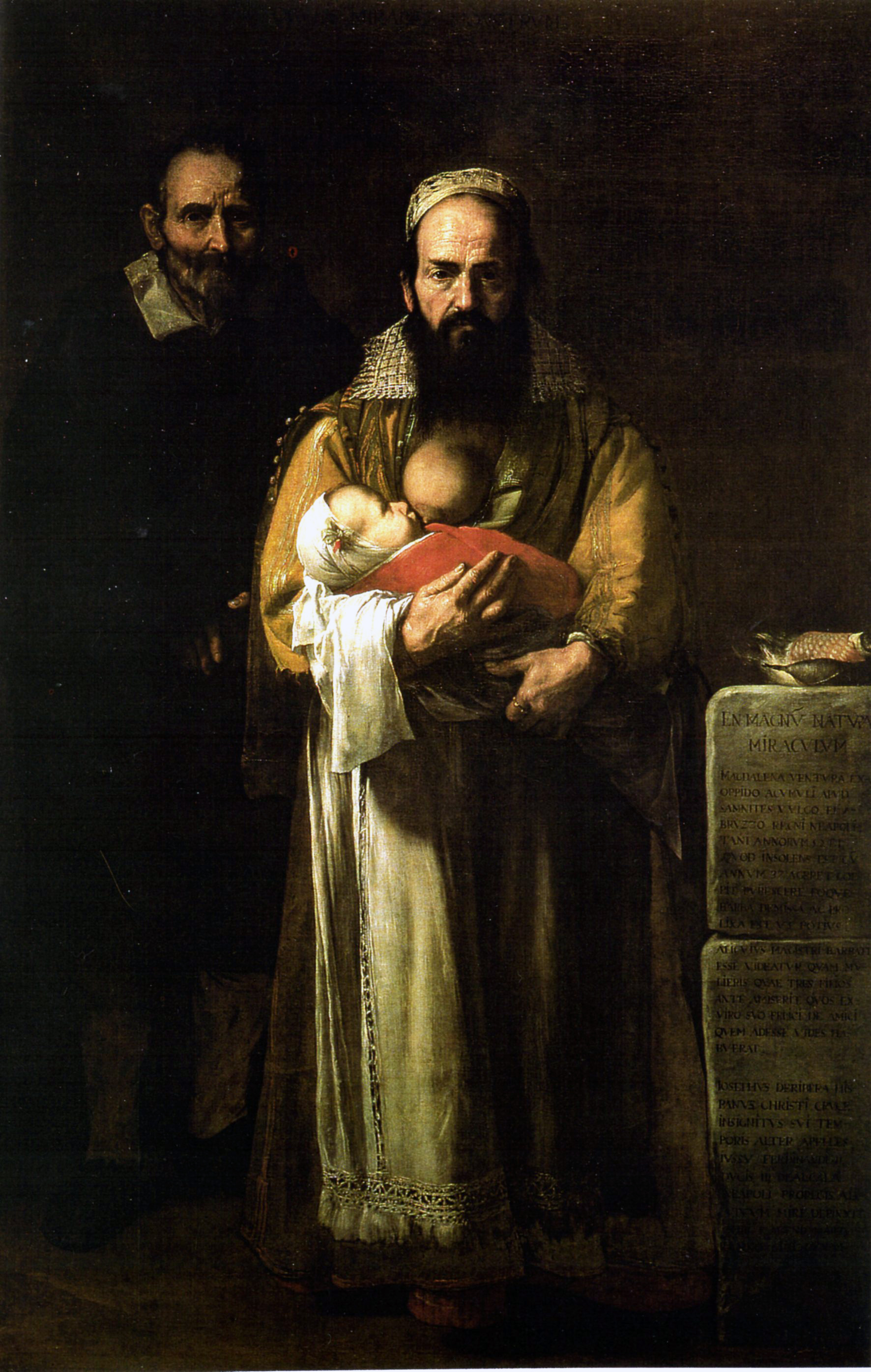
La mujer barbuda (Fundación Casa Ducal de Medinaceli, depositado en el Museo del Prado).

- La mujer barbuda (Magdalena Ventura con su marido) (1631). El lienzo se encontraba hasta hace unos años en el Hospital Tavera de Toledo (Fundación Casa Ducal de Medinaceli) y actualmente está depositado en el Museo del Prado. Es uno de los cuadros más insólitos de la pintura europea del siglo XVII, ya que refleja a la mujer con un aspecto masculino por sufrir hirsutismo. En la obra aflora el drama psicológico de la mujer transformada en hombre y la resignación del marido.[16]
- San Pedro en penitencia (c. 1630 - 1640). La pintura retrata al apóstol san Pedro como un hombre anciano de perfil en un fondo obscuro, con ropas de color más brillante, las manos juntas y apretadas en un gesto de arrepentimiento u oración, mientras que la vista se dirige al cielo en un profundo gesto religioso.[17]

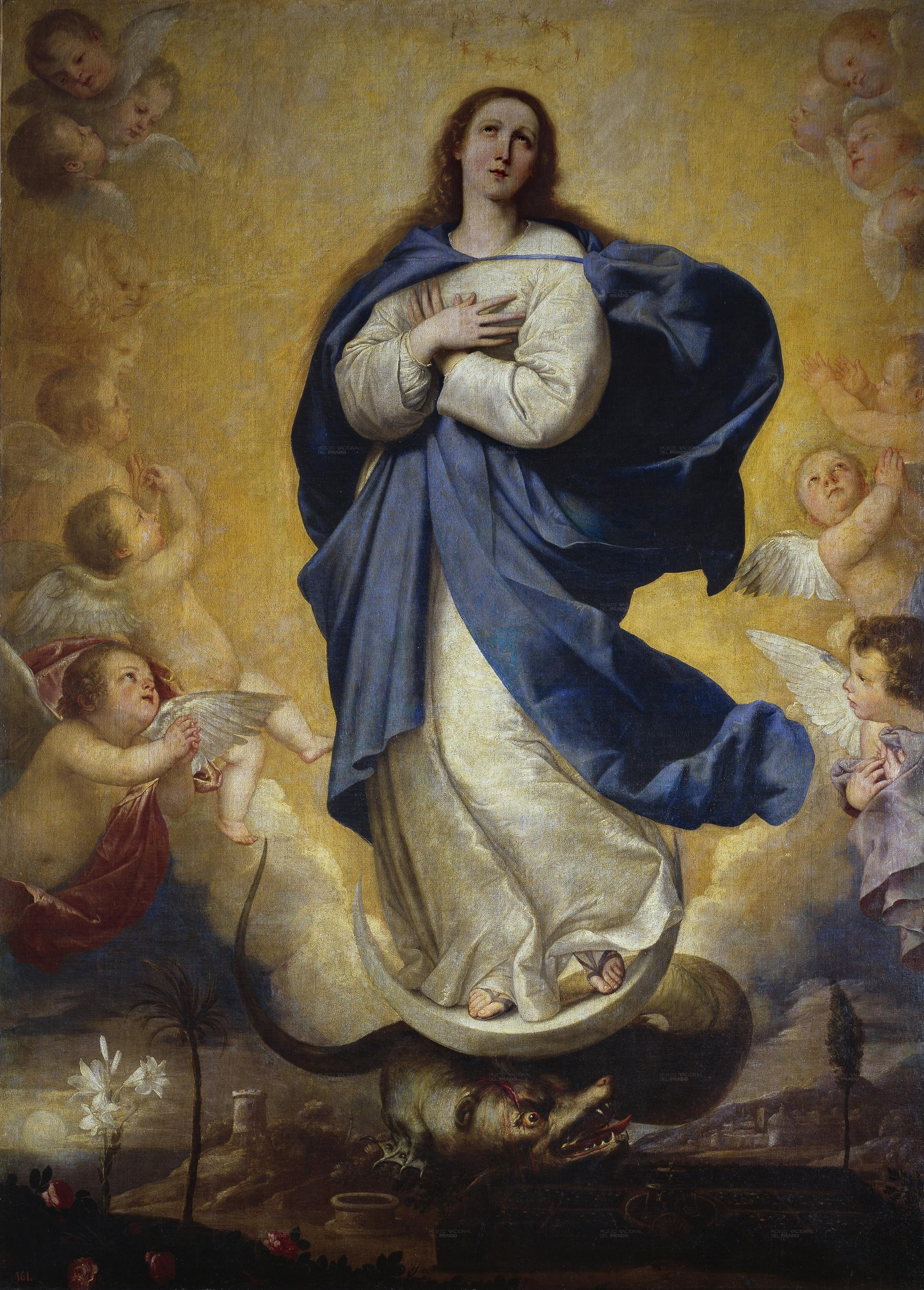
La Inmaculada Concepción, c. 1630 (Museo del Prado).

- La Inmaculada Concepción (c. 1630). El cuadro se encuentra en la iglesia del Convento de las Agustinas Recoletas de Salamanca situado frente a un lateral del Palacio de Monterrey. Es una representación tradicional: viste a la Virgen con manto azul y túnica blanca e incorpora a los ángeles a su alrededor. Pero llama la atención por su desusado formato y su exuberancia cromática. Sucia y en malas condiciones por largo tiempo, fue restaurada con motivo de la antológica de Ribera celebrada en el Museo del Prado en 1992. Es considerada como una obra esencial de la fase de más intenso pictorismo y luminismo del español y como una obra maestra de la pintura barroca napolitana y española. Fue un encargo personal del conde de Monterrey y virrey de Nápoles Manuel de Zúñiga Acevedo y Fonseca, para su panteón que fue la Iglesia del Convento.

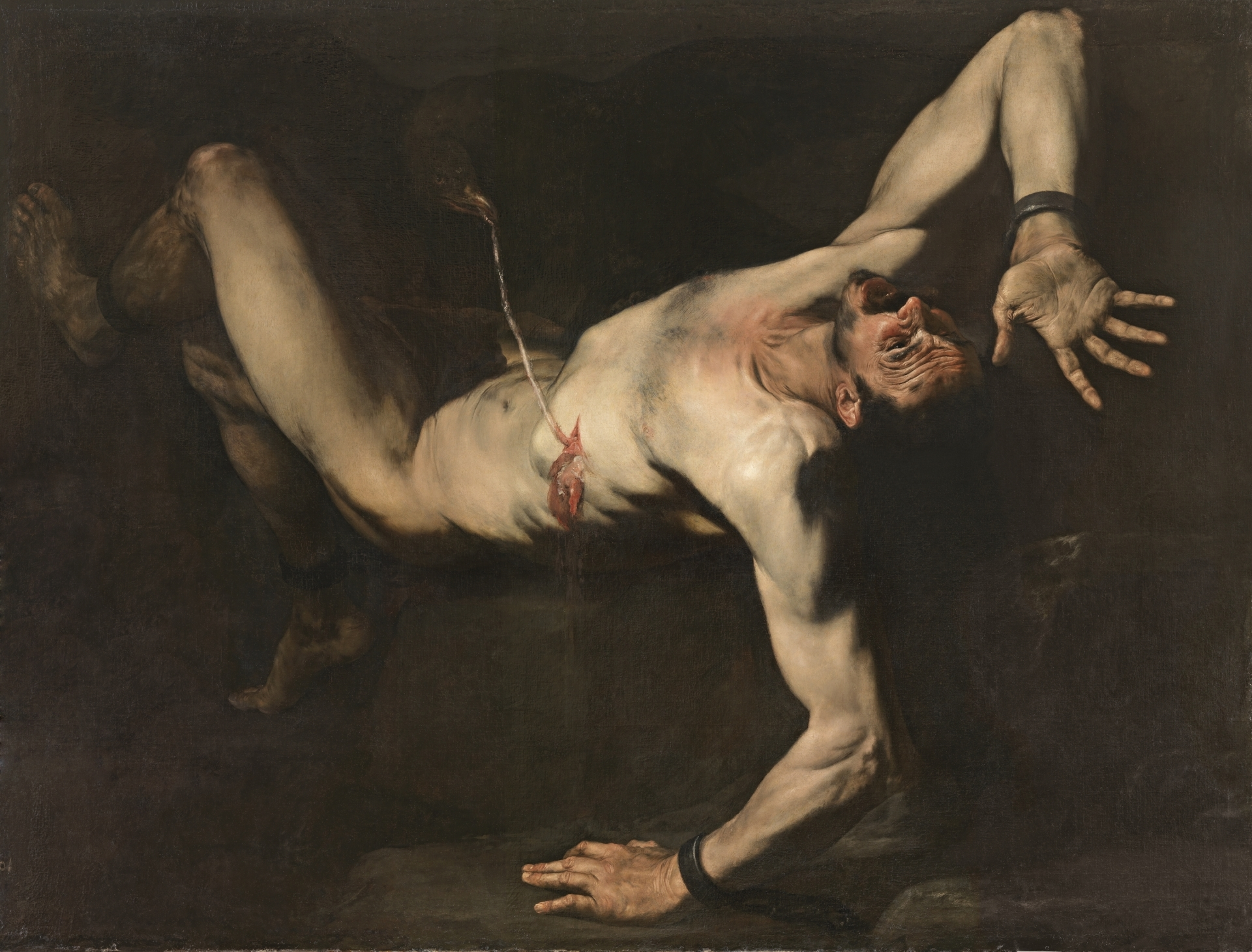
Ticio, h. 1632 (Museo del Prado)

- Ticio, h. 1632 (Museo del Prado)Ticio (1632). Este cuadro se expone actualmente en el Museo del Prado en Madrid. Representa el castigo del gigante Ticio, condenado por Zeus a que un buitre le devorara el hígado eternamente. La escena muestra el momento del suplicio con gran dramatismo: el cuerpo desnudo del gigante, de gran tamaño y en escorzo, se proyecta hacia el espectador mientras un buitre le desgarra el torso. Ribera emplea un fuerte claroscuro que destaca la anatomía y el dolor del personaje, siguiendo el estilo tenebrista de Caravaggio. La obra forma parte de una serie dedicada a los castigos de los mitos griegos y refleja el interés del pintor por la figura humana, la expresión del sufrimiento y la monumentalidad compositiva.
- La Trinidad (1635-1636). Este cuadro se encuentra en el Museo del Prado en Madrid. Existe una réplica de calidad casi idéntica en el Monasterio de El Escorial. En este lienzo combina el estilo tenebrista de sus años juveniles, el cual se aprecia en la violenta iluminación del cuerpo de Cristo, con un pictoricismo preciosista.
- Asunción de la Magdalena (1636). Este cuadro se hallaba en El Escorial pero hoy día está en la Academia de San Fernando (Madrid). Aparece en un inventario de 1700 como una «Magdalena con marco dorado de tres varas y cuarto de largo». En esta obra, Ribera, aunque representa uno de los símbolos más importantes del sacramento de la penitencia en el mundo de la Contrarreforma, elaboró una imagen que exalta la belleza y la fascinación femenina de la santa.

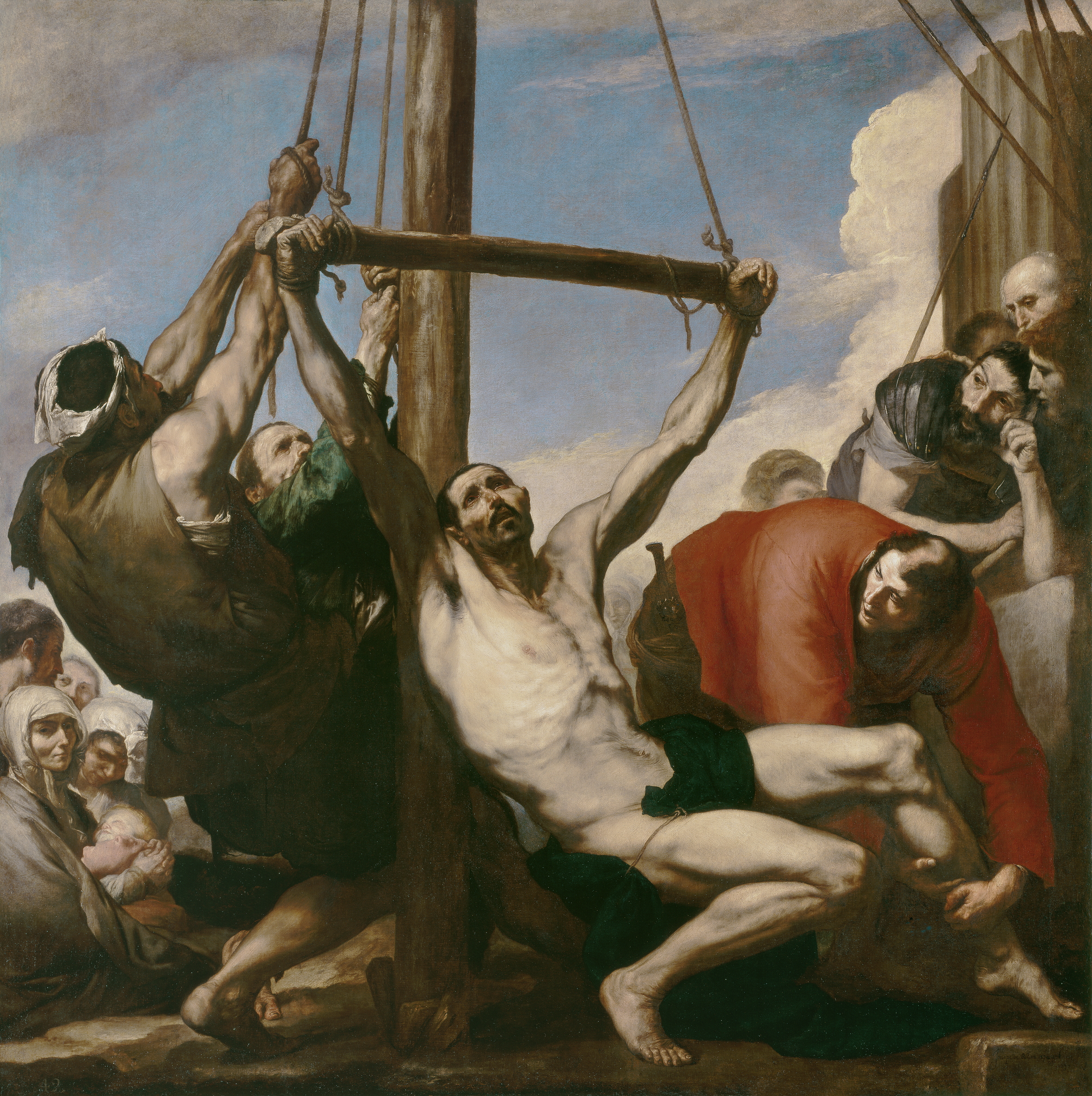
El martirio de San Felipe, 1639 (Museo del Prado).

- El martirio de San Felipe, 1639 (Museo del Prado).Martirio de san Felipe (1639). Este cuadro se expone en el Museo del Prado. Representa los momentos anteriores del martirio de san Felipe, el apóstol que predicó en la ciudad de Gerápolis y fue crucificado. Ribera destaca el dramatismo, insistiendo en la violencia de los verdugos y el sufrimiento del mártir. El asunto de este cuadro fue durante mucho tiempo interpretado como el martirio de San Bartolomé. Aunque diversos elementos demuestran que se trata de san Felipe.
- El sueño de Jacob (1639). Este cuadro se encuentra en el Museo del Prado. Se narra el episodio del sueño del personaje bíblico Jacob. La escala soñada es símbolo de la vida contemplativa, según la interpretación benedictina. En el siglo XVII son frecuentes las versiones del episodio con la escala, aunque Ribera prefirió insistir en la humanidad del Pastor.

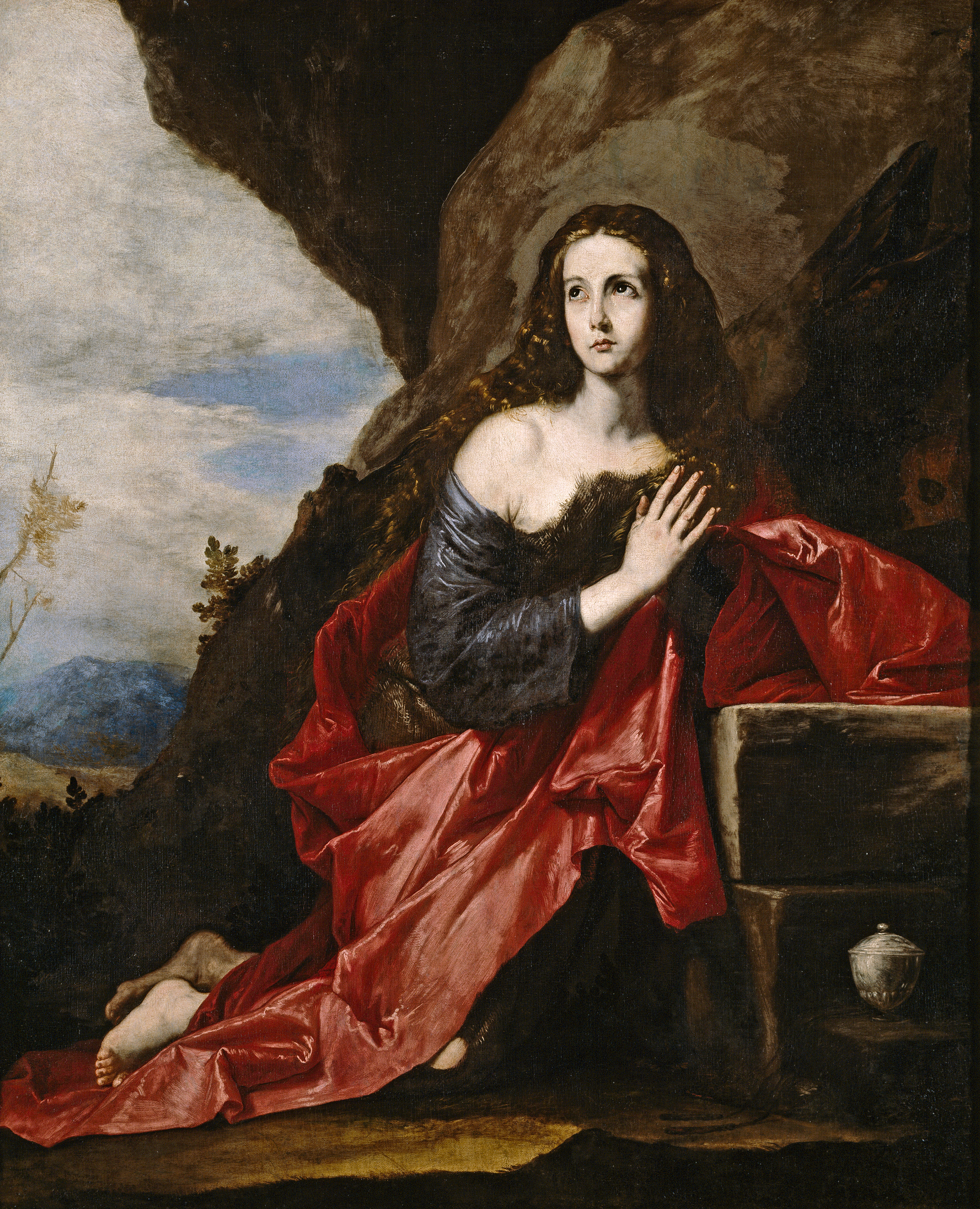
Magdalena penitente, 1641 (Museo del Prado).

- Magdalena penitente, 1641 (Museo del Prado).Magdalena penitente (1641). Cuadro del Museo del Prado, del que existe otra versión casi idéntica (tal vez anterior) en el Museo de Bellas Artes de Bilbao. Este personaje bíblico ya fue tocado por Ribera en la Asunción de la Magdalena.
- El pie varo, El patizambo, El lisiado o El zambo (1642). Este lienzo se encuentra en el Museo del Louvre en París. El cuadro representa a un joven mendigo con aspecto humilde. Ribera muestra la figura del lisiado de manera casi monumental, con tonos casi monocromos y una estructura compositiva simple. Muchos detalles son realistas, por ejemplo, el pie deforme. Este lienzo es fiel testimonio de una crítica a la cultura científica y a la miseria humana.

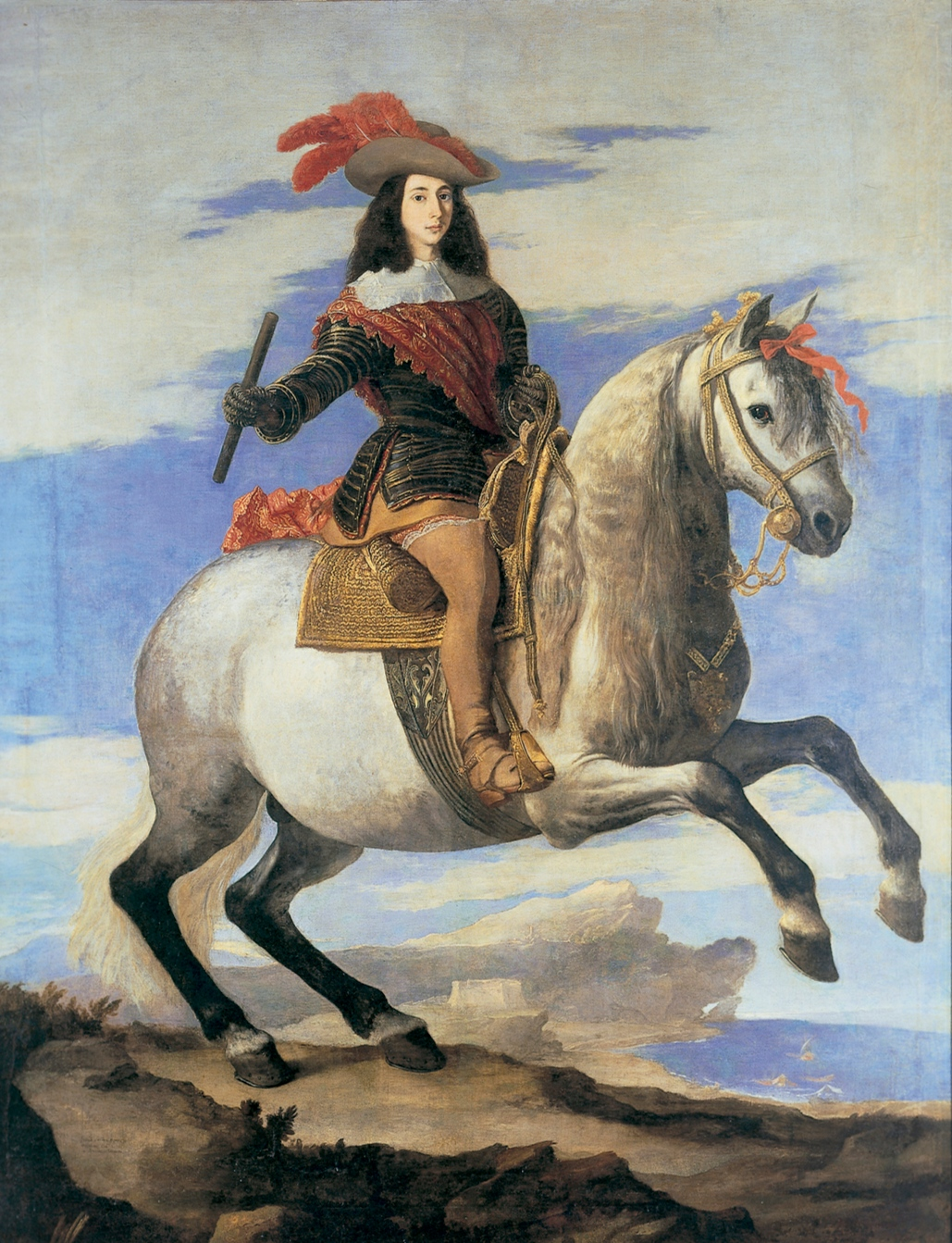
Retrato de don Juan José de Austria a caballo, 1648 (Galería de las Colecciones Reales).

- Retrato de don Juan José de Austria a caballo, 1648 (Galería de las Colecciones Reales).Retrato de don Juan José de Austria a caballo (1648). Es el único retrato ecuestre pintado por Ribera. Juan José de Austria es representado victorioso, montando un caballo en corbeta, sosteniendo una bengala e investido con la banda carmesí de capitán general, tras haber sofocado la rebelión de Nápoles de 1647 y haber sido nombrado virrey por su padre el rey Felipe IV de España (r. 1621-1665). Al fondo de la pintura se aprecian el Castel Sant’Elmo y el golfo que baña la ciudad. Perdido en el incendio del Real Alcázar de Madrid de 1734 y recuperado un siglo después por Isabel II para el Palacio Real, el retrato se exhibe actualmente en la Galería de las Colecciones Reales en Madrid.
- Santa María Egipcíaca (1651). Se encuentra este cuadro en el Museo Cívico Gaetano Filangeri en Nápoles. Forma parte de la nutrida serie de santos y santas que constituyeron el tema favorito de una clientela profundamente marcada por el espíritu de la Contrarreforma. Ribera trató varias veces este tema. En la etapa final de su vida, el artista, marcado por diversas dificultades existenciales, logró expresar con más intensidad que nunca las emociones de sus personajes, retratándolos con gran espíritu de humanidad. El vigoroso naturalismo de sus primeras obras deja paso a un pictorismo más delicado y la gama cromática se rebaja a unos tonos terrosos. Como en las obras maduras, los fuertes contrastes claroscuristas son sustituidos por un uso más natural de la luz.
- Apostolado del Prado, conjunto de 11 obras, cuya temática común son los Apóstoles y Cristo Salvador. De características y dimensiones muy parecidas fueron pintadas al óleo sobre lienzo entre los años 1630 al 1632. Actualmente la colección se conserva en el Museo del Prado de Madrid.

## Legado
Ribera es una de las figuras capitales de la pintura europea del siglo XVII y, en cierto modo, una de las más influyentes ya que sus formas y modelos se extienden por toda Italia, Centroeuropa y la Holanda de Rembrandt, dejando una gran huella en España. 
Pero la especial circunstancia de ser un extranjero en Italia le ha hecho ser visto como una persona ajena a su tradición y a sus gustos. A su llegada a Italia está en todo su apogeo la novedad caravaggesca, en tensión con la renovación romano-boloñesa que revivía el gusto clasicista. Por este motivo, adoptó el tenebrismo que daban los flamencos y holandeses presentes en Roma, pero no dejó de ver y asimilar algo de las formas bellas del mundo clasicista.

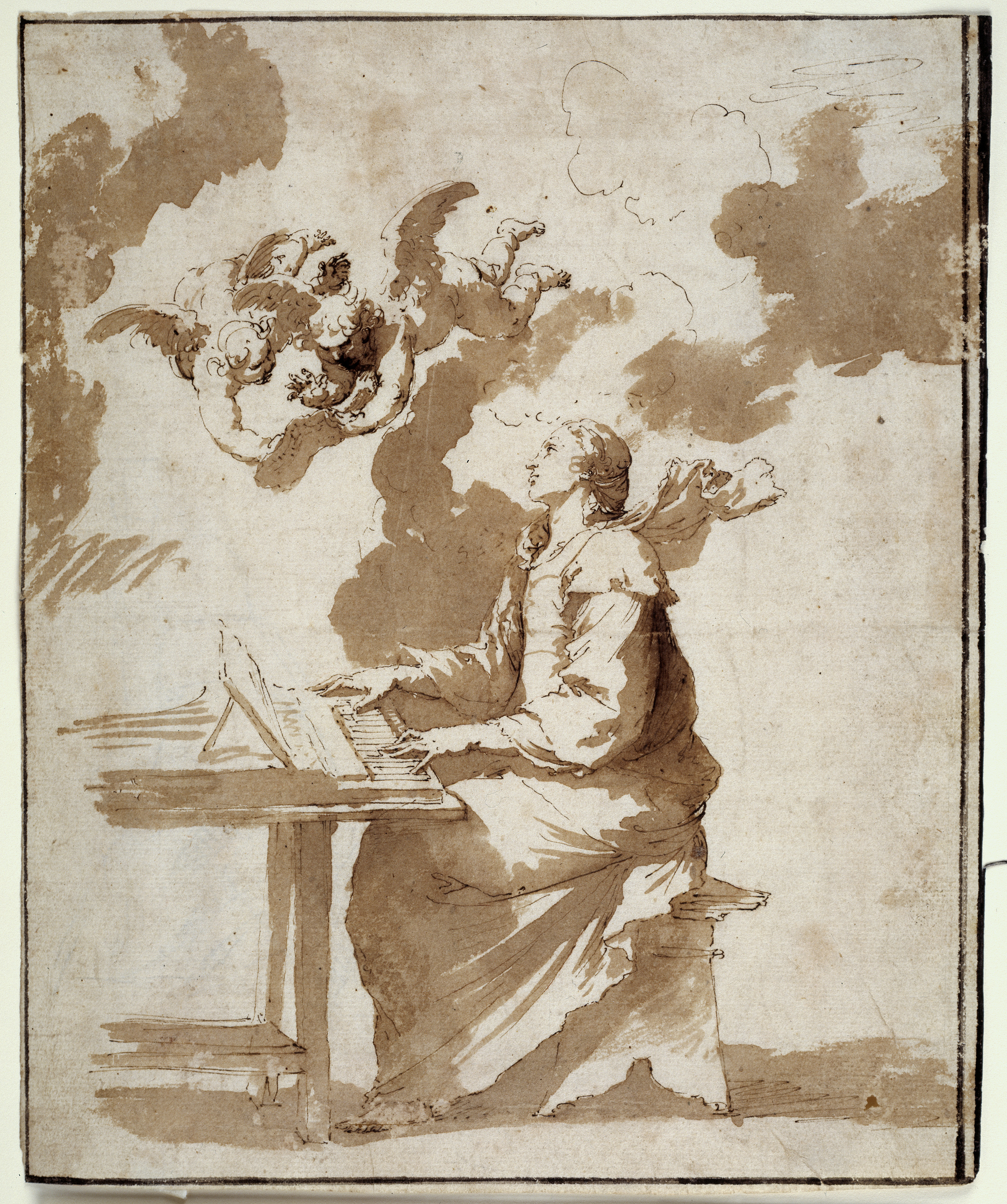
Santa Cecilia, 1647 (c.), considerado uno de los dibujos más bellos de toda su producción. Museo del Prado, Gabinete de Dibujos, Estampas y Fotografías.

Lord Byron escribió de Ribera que humedecía el pincel con la sangre de todos los santos, por la truculencia de algunos temas. Pero Ribera no es rudo ni primitivo; completa su formación enriqueciéndose con otras obras de la cultura italiana que le son pronto familiares. Ante todo, el estudio de la gran pintura del Renacimiento. En la educación de Ribera hay otro elemento que lo distancia de los artistas españoles: es el estudio de la antigüedad clásica, al modo que hacían los maestros renacentistas y barrocos europeos. Se interesa por los temas mitológicos (si bien no tuvo muchos encargos de este tipo) y estudia las esculturas del antiguo Imperio romano. Su extraordinaria calidad como dibujante y su dominio de la anatomía también lo alejan de los pintores españoles de su época, mayormente limitados por la clientela religiosa y por cuestiones de moral.
A lo largo de sus obras, podemos visualizar que Ribera no va a ser un pintor con un único registro, sino que su lenguaje va a ceñirse con admirable precisión a cada uno de los hechos acaecidos. Superando el tenebrismo inicial, volverá a los intensos contrastes de luz y de sombra cuando ciertos asuntos lo exijan o cuando la iconografía lo reclame.

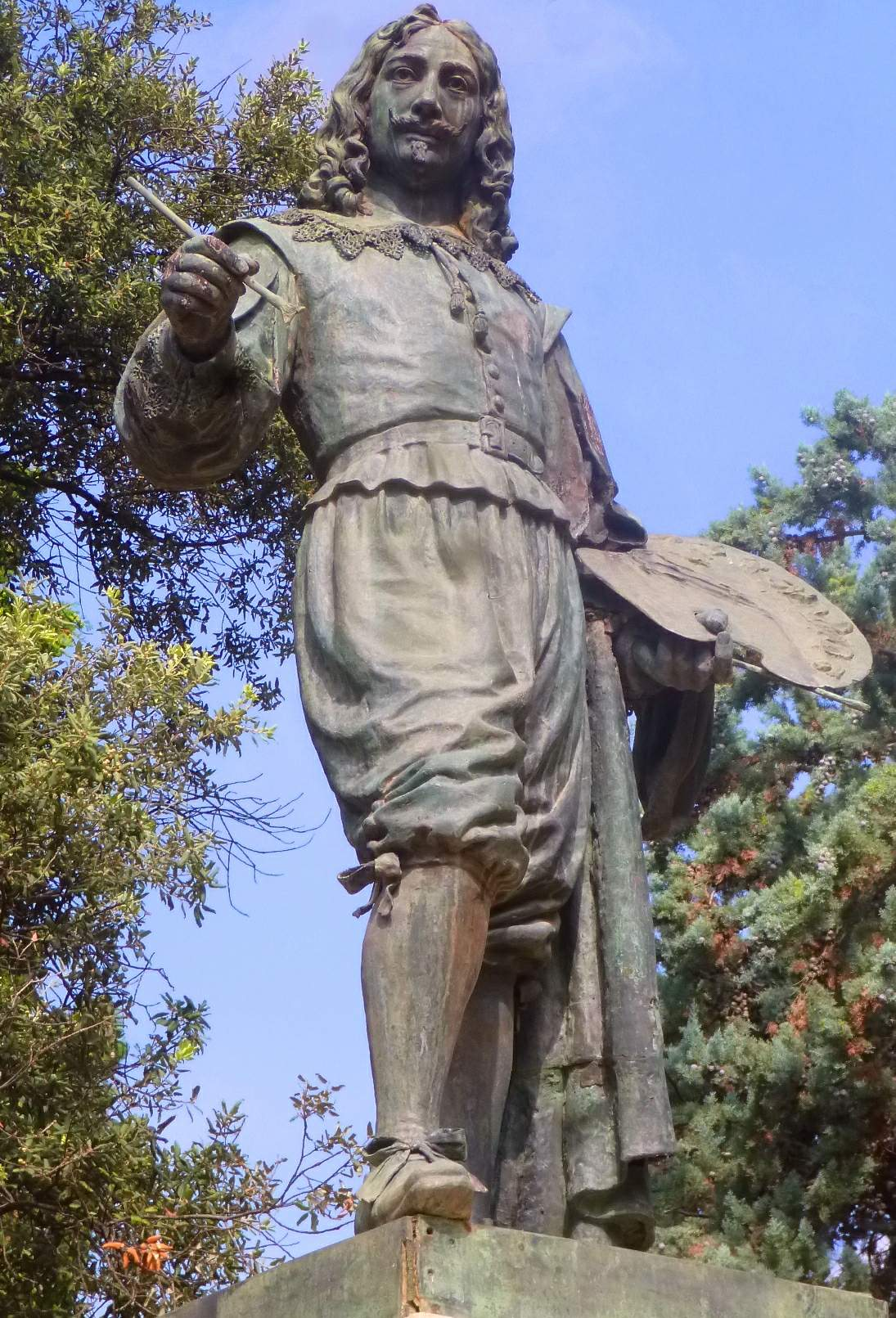
Monumento a Ribera en su Játiva natal

Podemos decir que es un creador extraordinario ya que posee la capacidad de crear imágenes palpitantes de pasión verdadera al servicio de una exaltación religiosa, que no es sólo española, sino de toda la Contrarreforma católica y mediterránea; su maestría colorista, que recoge toda la opulencia sensual de Venecia y de Flandes, a la vez que es capaz de acordar las más refinadas gamas planteadas del más recogido lirismo; y su inagotable capacidad de «inventor» de tipos humanísticos que prestan su severa realidad a santos y filósofos antiguos con idéntica gravedad, hacen de él una de las cumbres de su siglo.
En los últimos treinta años se han realizado estudios, con los cuales surgieron nuevas exposiciones que fueron celebradas en 1992 en Nápoles, Madrid y Nueva York. Precedente de ello fue la publicación, en la serie Clasici dell´Arte, de un catálogo casi completo de las pinturas que se le atribuían. Con ello se puso a disposición de todos un enorme caudal de obras que permitían abordar el estudio de este gran artista y superar los prejuicios que distorsionaban su valoración. Ya en 2011, una exposición en Madrid y Nápoles ha plasmado los últimos hallazgos sobre el artista: su etapa inicial en Italia. Se han identificado como suyos más de treinta óleos sin firmar, que demuestran su precoz maestría y lo sitúan entre los primeros difusores del tenebrismo de Caravaggio.